# 医歯薬専門予備校
医歯薬専門予備校（いしやくせんもんよびこう）とは、大学の医療系学部（主に医学部・歯学部・薬学部）への進学を目的とした予備校の総称である。

## 医歯薬専門予備校の一覧
太字は学校法人による運営。
- 河合塾医進館
- 北九州予備校小倉Felix・山口Felix
- 新宿セミナー
- 駿台市谷校舎
- 野田クルゼ
- 富士学院
- メディカルラボ
- 代々木ゼミナール医学館